# GoldenDict
GoldenDict是一種開源的辭典軟體，可為不同語言提供詞彙、詞組釋義。其允許同時使用多種流行的辭典檔案格式且無需轉換。
該計劃旨在建立一個特性充分的辭典檢索程式。
與StarDict（星際譯王）類似，但GoldenDict更新较为活跃。

## 特性
- 該程式的桌面版本是自由及开放源代码软件（FOSS）；手機版是商業版本，但有免費模式[3]。
- 支援多種電子辭典檔案格式[4]，具體如下：
  - WordNet – a free lexical database for the English language
  - XDXF（英语：XDXF）（XML Dictionary eXchange Format）辭典[5]
  - Babylon（.bgl），附圖像和資源。
  - StarDict（.ifo、.dict、.idx、.syn）
  - Dictd（英语：DICT）（.index、.dict、.dz）
  - ABBYY Lingvo（.dsl）源檔案，連同縮寫檔案。本檔案可由dictzip（英语：DICT#dictzip）壓縮。辭典資源可打包進Zip檔。
  - ABBYY Lingvo（.lsa、.dat）音訊檔案。可單獨索引，也可從.dsl檔索引。
  - Sdictionary（.dct）。該格式也稱為sdict。
  - Aard（.aar）
  - .zips – Zip檔中的音訊包
  - MDict（.mdx、.mdd）[6]
  - EPWING（日语：EPWING） 格式辭典[7]
  - .ZIM – 离线阅读维基百科。
- 支援使用萬用字元（*，?）搜尋。
- 支援全文搜尋。[8]
- 支援收藏我的最愛(Favorites)。[9]
- 支援螢幕取詞功能。從另一程式選中詞彙，會彈出一個小巧的視窗以顯示譯文。
- 支援全域快速鍵。可憑此啟動程式視窗，也可從剪貼簿取詞翻譯。
- 主視窗和螢幕取詞視窗都可以設定為最上層顯示。
- 使用WebKit排版引擎，以呈現更準確的條目表現（其中涵蓋格式、顏色、圖像和連結）。
- 支援維基百科、維基詞典等基於MediaWiki的網站。
- 可以透過模板化的URL方式，使用像詞典那種的任意網站。
- 可以翻譯諸多語種的長文本
- 具有基於Hunspell的形態系統——用在單詞詞幹及拼寫建議。
- 可以向外部程式傳送詞彙，還可連帶其他辭典結果一併輸出。
- 完全的Unicode支援。
- 支援多種語言的音譯。
- 支援Windows與OS X的本地TTS。
- 使用由Qt4/5介面提供的標籤式瀏覽。
- 支援NPAPI網路插件（如Flash Player）。
- 支援辭典定制的圖示。
- 平臺支援如右：Linux/X11、Mac OS X、MaeMo、Android、Windows以及其他移植版本。
- 使用Forvo線上服務時，允許發音音訊播放。

## 外部連結
- Independent review in Linux Magazine （页面存档备份，存于）
- Description of Goldendict 1.0.1 at Softpedia （页面存档备份，存于）
- GoldenDict web site （页面存档备份，存于）
- Download page （页面存档备份，存于）
- Early Access Builds for Windows（页面存档备份，存于）
- Download early access builds for Windows, Linux/X11 and MacOS （页面存档备份，存于）
- Download nightly builds (in English and Russian, look for the latest post) （页面存档备份，存于）
- Discussion forum (in English and Russian) （页面存档备份，存于）
- Another discussion forum (in Russian) （页面存档备份，存于）
- In StarDict format: HowToCreateDictionary and StarDictFileFormat